# 喬治敦 (印第安納州艾倫縣)
喬治敦（英語：Georgetown）是位於美國印地安納州艾倫縣的一個非建制地區。該地的面積和人口皆未知。

## 地理
喬治敦的座標為41°13′55″N 84°51′56″W / 41.23194°N 84.86556°W，而該地的平均海拔高度為238米（即781英尺）。